# Germà III de Constantinoble
Germà III de Constantinoble va ser bisbe d'Adrianòpolis i amic de l'emperador Miquel VIII Paleòleg.
A sol·licitud d'aquest emperador va ser elegit patriarca de Constantinoble per un sínode celebrat l'any 1267. Va acceptar després de molts precs el càrrec però, degut a la forta oposició al seu nomenament (el seu predecessor Arseni era viu), va renunciar al cap de pocs mesos i es va retirar a un monestir. Era un home erudit, educat, suau i de moral irreprotxable. Més tard va ser un dels ambaixadors de l'emperador al XIV Concili general de Lió de l'any 1277, on va donar suport a la unió de les esglésies llatina i grega.